# Piotr Pietrasz
Piotr Aleksander Pietrasz (ur. 3 grudnia 1967 w Mysłowicach) – polski polityk i publicysta, członek Prawa i Sprawiedliwości, radny Rady Miasta Katowice.

## Życiorys
Absolwent Technikum Górniczego przy Kopalni Węgla Kamiennego „Wujek” w Katowicach oraz Akademii Ekonomicznej w Katowicach. Podczas studiów był członkiem NZS oraz Parlamentu Studentów uczelni. Po ukończeniu studiów pracował jako regionalny rzecznik prasowy Poczty Polskiej, kierownik działu marketingu w Miejskim Centrum Kultury i Sportu w Jaworznie oraz inspektor w katowickiej Regionalnej Izbie Obrachunkowej. Aktualnie (2024) jest zatrudniony spółce Katowickie Wodociągi S.A. W latach 2009-2011 oraz 2016-2023 zasiadał w radzie nadzorczej Radia Katowice, od 2016 roku pełniąc funkcję jej przewodniczącego.
Jest publicystą Gazety Polskiej oraz przewodniczącym Katowickiego Klubu Gazety Polskiej im. Sławomira Skrzypka. Występował również na antenie Telewizja Republika. W swoich publikacjach na łamach czasopisma krytykował Kazimierza Kutza, jak sam potem wyjaśniał "głównie w aspekcie politycznym". W 2010 roku jako jedyny radny głosował przeciwko przyznania Kutzowi honorowego obywatelstwa Katowic.
Od 1991 roku był członkiem Porozumienia Centrum, pełniąc funkcję członka Naczelnej Rady Politycznej, sekretarza Zarządu Wojewódzkiego oraz wiceprzewodniczącego Koła Miejskiego w Katowicach. W wyborach parlamentarnych w 1993 roku bezskutecznie kandydował do Sejmu RP z ramienia tej partii, natomiast podczas wyborów prezydenckich w 1995 roku był szefem sztabu wyborczego Lecha Kaczyńskiego (który wówczas zrezygnował z kandydowania na rzecz Jana Olszewskiego). Po powstaniu Prawa i Sprawiedliwości, wstąpił do partii, w 2006 roku stając na czele jej katowickich struktur. Od 2013 roku jest członkiem Rady Politycznej PiS. W wyborach parlamentarnych w 2015 roku ponownie kandydował do Sejmu RP, nie uzyskując mandatu.
Od 2006 roku piastuje mandat radnego Rady Miasta Katowice z ramienia partii, w kadencji 2006–2010 pełniąc funkcję wiceprzewodniczącego Rady.